# Young Blood (singolo Bea Miller)
Young Blood è un singolo della cantante statunitense Bea Miller, primo singolo estratto dall'EP Young Blood e dal suo primo album in studio Not an Apology.